# ヒルデリック
ヒルデリック（生没年不詳）はユダヤ人のニーム伯爵。西ゴート王国の第29代王レケスウィント（在位: 649年 - 672年）に仕えていたが、672年9月1日レケスウィントの死に伴って、続く第30代王ワンバ（在位: 672年 - 680年） が即位すると、すぐに反旗を翻したとされる。当時西ゴート王国から抑圧を受けたユダヤ人たちもこの反乱に加わった。ワンバは鎮圧のためにフラウィウス・パウルス公爵（Flavius Paulus）を送ったものの兵団を賜ったパウルスは現地で謀叛を起こし、そのままセプティマニア（当時ナルボネンシス・タラコネンシスという属州であった）でヒルデリックの軍に加わってとともにワムバに対する反乱を主導した。しかし最終的にワンバは同年9月3日に反乱軍を鎮圧し、パウルスは生かしたとされているがヒルデリックの安否については不明である。